# Rivière Vauquelin
Der Rivière Vauquelin ist ein 175 km langer Zufluss der Hudson Bay in der Verwaltungsregion Nord-du-Québec der kanadischen Provinz Québec.

## Flusslauf
Bei Flusskilometer 115 befindet sich die Stelle Confluent Anistustikach (⊙) mit der Bedeutung "Vereinigung zweier Flüsse". Unterhalb dieser Stelle trägt der Fluss offiziell die Bezeichnung "Rivière Vauquelin". Der hydrologische Hauptstrang hat eine Gesamtlänge von 175 km und hat seinen Ursprung 100 km südöstlich der Siedlung Kuujjuarapik. Dieser fließt in überwiegend westlicher Richtung zur Hudson Bay. Dabei verläuft er nördlich des Lac Burton, dessen Abfluss er aufnimmt. Zuvor durchfließt der Rivière Vauquelin den Lac Lomier. Der Rivière Vauquelin spaltet (⊙) sich kurz vor dem Meer auf. Die zwei Mündungsarme erreichen 70 km östlich von Pointe Louis-XIV die Hudson Bay. Der rechte, nördliche 4,2 km lange Mündungsarm (⊙) trifft 2,3 km ostnordöstlich des 4 km langen linken Mündungsarms die Hudson Bay. Das Einzugsgebiet des Rivière Vauquelin umfasst 3186 km².